# Ceratophyus mesasiaticus
Ceratophyus mesasiaticus — вид жесткокрылых рода Ceratophyus семейства навозников-землероев, подсемейства Geotrupinae.

## Описание
Относительно крупные жуки. Тело удлиненное, продолговато-овальной формы, выпуклое. Низ тела густо покрыт чёрно-бурыми волосками. Окраска варьирует от коричневого до смоляно-чёрного цвета. У самцов вершина наличника выдается вперед в виде длинного рога; у самок он имеет вид короткого острого бугорка, сразу за которым имеется бугорок на лбу (у самцов лобный бугорок не выражен). Щёчные выступы с заостренными, направленными вперед зубчиками. Передние углы переднеспинки закруглены. На переднем крае переднеспинки имеется длинный рог. У самок на этом месте имеются только 2 коротких, но острых бугорка. Надкрылья с 7 бороздками между швом и плечевым бугорком. Вершинные зубцы передних голеней у самцов среднеазиатских видов раздвоены (у самок простые).

## Ареал и местообитание
Вид распространен от подгорных равнин Джунгарского Алатау и Северного Тянь-Шаня, на юг — до Иссык-Кульской котловины и северных склонов Каратау, по долине реки Или заходит в Северную Корею.

## Биология
Предпочитает песчаные почвы. Жуки встречаются весной, активны в ночное время. Питаются экскрементами копытных млекопитающих — лошадей и крупного рогатого скота. Выкапывает под навозом глубокие норы с многочисленными камерами в которые откладываются яйца с запасом пищи для личинок. Норы роют очень глубиной 1,5—2 м, непосредственно под кучами навоза. В верхней части норы находится небольшой горизонтальный участок, ниже которого нора почти отвесно уходит вниз. В конце норы находятся горизонтальные, широкие (диаметром около 5 см) и длинные (длиной до 25 см) ячейки, куда пара жуков запасает навоз для личинок. Таких ячеек жуки создают до 5 штук. Яйца откладываются не в навоз, а в почву около ячейки. Закончив питание, личинка окукливается. Жук, вышедший из куколки, зимует в норе.